# بوروو (استان اشوی‌داشکسیه)
بوروو (به لهستانی: Borów) یک منطقهٔ مسکونی در لهستان است که در گمینا یندژیوو واقع شده‌است.